# Банфи, Дежё
Дежё Ба́нфи (венг. Bánffy Dezső; 28 октября 1843, Коложвар — 24 мая 1911, Будапешт) — венгерский политический деятель, премьер-министр Венгрии в 1895—1899 годах. Барон из знатного рода Банфи.

## Биография
Дежё Банфи при Кольмане Тисе вел, в качестве одного из трансильванских обер-гешпанов, политику мадьяризации румын и сербов. В 1892—1893 гг. был президентом палаты депутатов.
В январе 1895 г. стал во главе кабинета. Кабинет его, как и предыдущие, опирался на либеральную партию. Он не без труда провел через парламент либеральные церковно-политические законы, предложенные министерством Beкерле. По готовности нарушать конституцию Банфи далеко превзошел Кальмана Тису. Выборы 1896 г., давшие Банфи значительное большинство, были произведены под сильным давлением полиции. Впоследствии стало известным, что при нём производилась в широких размерах торговля орденами и титулами, и полученные этим путём деньги тратились на избирательные цели.
После выборов оппозиция начала ожесточённую обструкцию, вследствие которой оказалось невозможным провести бюджет. Обструкция особенно усилилась, когда распространились слухи о невыгодном для Венгрии соглашении, заключенном Банфи в Ишле с австрийским правительством по таможенному вопросу (которое осуществить ему, однако, не удалось). В феврале 1899 года вышел в отставку.
В следующие годы он опубликовал несколько статей, в которых в своем признании притязаний Венгрии пошел навстречу Ференцу Кошуту и разошелся с либеральной партией. В 1903 г. он официально вышел из неё и образовал особенную «партию Банфи». В течение 1904 года он вел ожесточённую оппозицию против правительства Иштвана Тисы, который отомстил ему опубликованием сведений о злоупотреблениях, произведенных им в бытность министром. На выборах 1905 года Банфи вернулся в рейхстаг во главе партии из 13 лиц, входящей в состав «соединенной оппозиции».